# Ulmus szechuanica
Ulmus szechuanica är en almväxtart som beskrevs av Fang. Ulmus szechuanica ingår i släktet almar, och familjen almväxter. Inga underarter finns listade i Catalogue of Life.
Trädet förekommer i Kina i provinserna Anhui, Jiangsu, Jiangxi, centrala Sichuan och Zhejiang. Det ingår vanligen i lövfällande skogar. För beståndet är inga hot kända. IUCN listar arten som livskraftig (LC).

## Bildgalleri

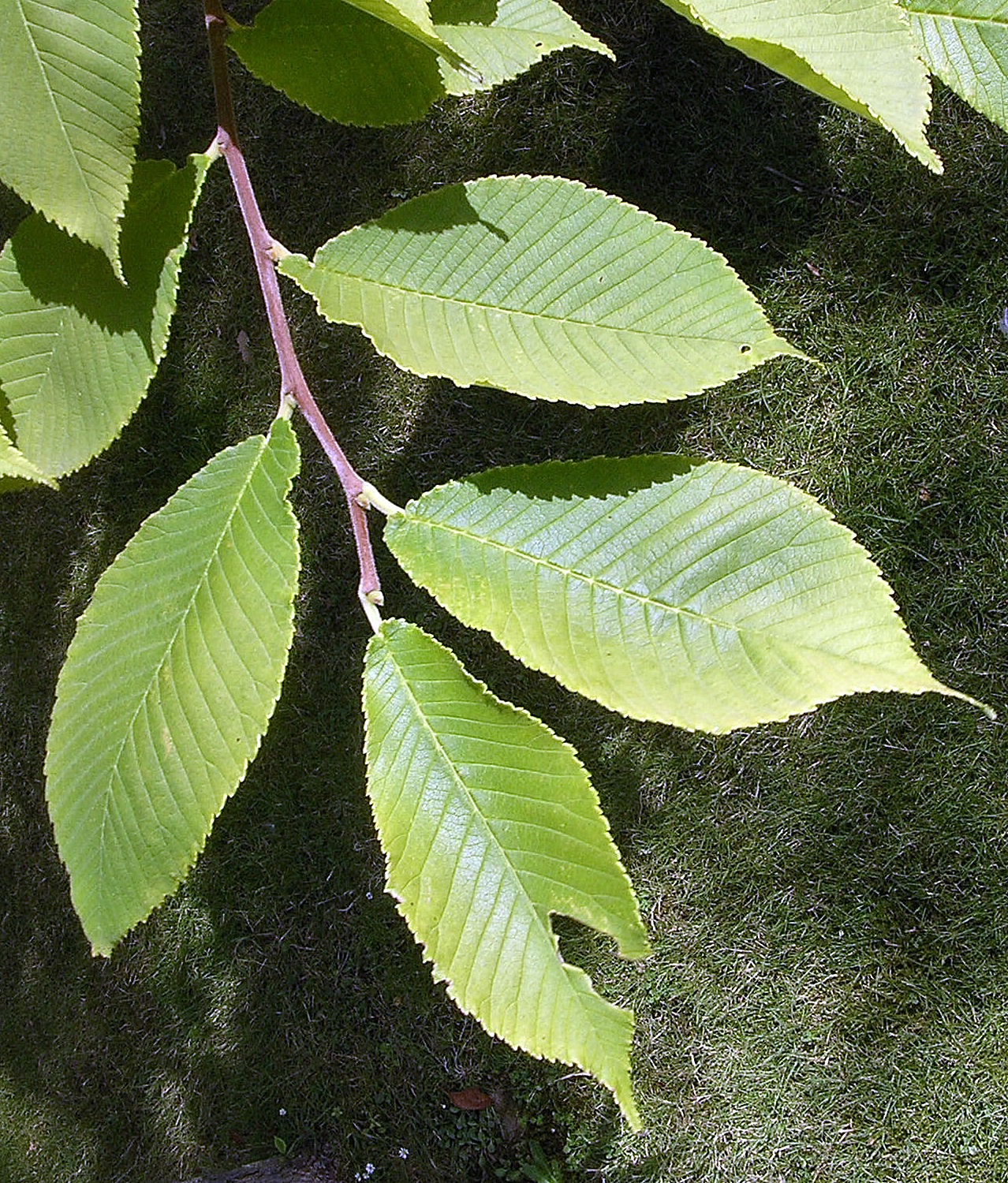